# Sandema
Sandema es una ciudad de Ghana. Se trata de la capital del distrito de Builsa Norte, situado en la Región Alta Oriental, en el norte del país. Anteriormente había sido la capital del antiguo Distrito de Builsa hasta que este fue dividido en dos.
Una de las principales instituciones de la ciudad y la zona es el Builsa Community Bank Limited (BUCO Bank). La ciudad cuenta con un hospital y con el principal mercado del distrito, que se celebra cada tres días. En cuanto a instituciones educativas, en 2001 contaba con 29 escuelas y 6 escuelas secundarias. La ciudad cuenta con tradición en la industria textil. En los alrededores de Sandema se explota la extracción de arcilla para la producción de cerámica y alfarería.
En Sandema se encuentra el Akumcham, el lugar donde Babatu, el mercader de esclavos, abandonó a su mujer. El enfrentamiento entre los Builsa y Babatu, con la derrota del señor de la guerra en la batalla de Sandema, se conmemora cada año con el Feok o Fiok Festival, que se celebra en Sandema cada diciembre, y en el que la gente reproduce el enfrentamiento con disfraces y armas antiguas. Además, se danza y tocan instrumentos y se pide la protección de los dioses y una buena cosecha.